# Chikushino
Chikushino (筑紫野市, Chikushino-shi) est une ville située dans la préfecture de Fukuoka, sur l'île de Kyūshū, au Japon.

## Géographie

### Situation
Chikushino est située dans le centre-ouest de la préfecture de Fukuoka, au pied du mont Hōman.

### Municipalités limitrophes
| Ōnojō    | Dazaifu    | Umi, Iizuka |
| Nakagawa | Chikushino | Chikuzen    |
| Kiyama   | Ogōri      | Chikuzen    |

### Démographie
En mai 2020, la population de Chikushino s'élevait à 104 486 habitants, répartis sur une superficie de 87,73 km2.

## Histoire
Chikushino a acquis le statut de ville en 1972.

## Transports
Chikushino est desservie par les lignes ferroviaires Kagoshima et Chikuhō de la JR Kyushu et par les lignes Tenjin Ōmuta et Dazaifu de la Nishitetsu. Les principales gares sont celles de Nishitetsu Futsukaichi, Futsukaichi et Haruda.